# 桃園市立幸福國民中學
桃園市立幸福國民中學（英文：Hsing Fu Junior High School），簡稱幸福國中、幸中，位於台灣桃園市龜山區。

## 歷史沿革
- 2001年： 於壽山國中成立桃園縣立幸福國民中學籌備處。
- 2005年：桃園縣立幸福國民中學成立。
- 2010年：與韓國鉅鵬集團華道中學締結姐妹校。
- 2014年12月25日：因應桃園縣升格改制為直轄市，更名為桃園市立幸福國民中學。

## 歷任校長
| 任期 | 姓名       | 任職日期  | 離職日期  | 備註                                                               |
| ---- | ---------- | --------- | --------- | ------------------------------------------------------------------ |
| 1    | 林逸青女士 | 2001年8月 | 2008年7月 | 原桃園縣立大漢國民中學校長轉任，調任桃園縣立大溪高級中學。         |
| 2    | 傅瑜雯女士 | 2008年8月 | 2012年7月 | 原桃園縣立壽山國民中學校長轉任，調任桃園縣立會稽國民中學。         |
| 3    | 陳寶慧女士 | 2012年8月 | 2016年7月 | 原桃園縣立壽山高級中學總務主任升任，調任桃園市立桃園國民中學。     |
| 4    | 莊文凱先生 | 2016年8月 | 2024年7月 | 原桃園市立壽山高級中等學校總務主任升任，調任桃園市立建國國民中學。 |
| 5    | 許菀玲女士 | 2024年8月 | 現任      | 原桃園市立南崁國民中學校長轉任。                                   |

## 學區
- 幸福里
- 山福里
- 山頂里
- 新路里（13-38、40-42）
- 兔坑里
- 福源里
- 新興里
- 大同里
- 新嶺里
- 陸光里
- 中興里（1-26、27-31、32）
- 山德里（1-8、9、10、11、12、13-31、32、33-34）[1]

## 學校週邊
- 山頂國小
- 福源國小
- 幸福國小

## 外部連結
- 桃園市立幸福國民中學 （页面存档备份，存于）